# V391 Pegasi b
V391 Pegasi b è un pianeta extrasolare che ruota attorno alla stella V391 Pegasi, posta nella costellazione di Pegaso ad una distanza di oltre 4.500 anni luce dal sistema solare, scoperto da un team internazionale di astrofisici dell'osservatorio di Capodimonte guidato da Roberto Silvotti.
Ha una massa di circa tre volte quella di Giove ed orbita ad una distanza dalla stella pari a circa 1,7 au che, nel sistema solare, lo porrebbe poco oltre Marte.
La particolarità che ha reso unico, alla sua scoperta, questo corpo celeste è quella di essere il primo caso di esopianeta che sia sopravvissuto dopo che la sua stella aveva esaurito, dopo circa dieci miliardi di anni di vita, la propria scorta di idrogeno diventando una gigante rossa.
La sua attuale temperatura superficiale è ipotizzabile attorno ai 200 °C, tuttavia si esclude che anche in un suo remoto passato possa aver ospitato la vita dato che si tratta di un gigante gassoso.